# Richters Gård
Richters Gård er en fredet bindingsværksbygning i Vestergade i Køge på Sjælland. Bygningen blev opført i 1644 af handelsmand Svend Poulsen, hvor den erstattede tre små huse, ejet af Cort Richter, som gården er opkaldt efter.. De var alle tre gået til ved den store brand i 1633.
Bygningen er et fremtrædende eksempel på Køge's mange velbevarede borgerlige renæssancebyhuse i bindingsværk. Husets store og rige facade rummer et væld af velbevarede og kunstnerisk sikre, skårne ornamenter. Fremhæves kan bl.a. inskriptionen over indgangen i porten HEREN BEVAR DIN INDGANG OG UDGANG FRA NU OG TIL EVIG TID AMEN 1644.
Ejendommen er fredet og renoveret i samarbejde med Nationalmuseet tilbage i 1918. Ejendommen har gennem tiden huset krambod, skænkestue, vognmandsforretning, forsikringsselskab, rejsebureau, brugskunst mv. Siden 2017 har bygningen huset Richters Ølstue.